# Fălești
Fălești – miasto w zachodniej Mołdawii, siedziba administracyjna rejonu Fălești. W 2014 roku liczyło ok. 12,1 tys. mieszkańców.